# Huiliches megye
Huiliches egy megye Argentína nyugati részén, Neuquén tartományban. Neve helyi indián nyelven azt jelenti, hogy „déli emberek”. Székhelye Junín de los Andes.

## Földrajz
Itt található a Huechulafquen-tó és Patagónia egyik legmagasabb csúcsa, a Lanín nevű alvó tűzhányó. A Huechulafquen-tóból ered a Chimehuin folyó, amely a megye nagy részén, többek között a megyeszékhely városon is átfolyik.

## Népesség
A megye népessége a közelmúltban a következőképpen változott:
| Év   | Lakosság |
| ---- | -------- |
| 2001 | 12 063   |
| 2010 | 14 725   |